# Садоллах, Амир
Ами́р Али́ Садолла́х (англ. Amir Ali Sadollah, перс. امیرعلی ﺳﻌدالله‎); род. 27 августа 1980, Бруклин, Нью-Йорк) — американский боец смешанного стиля, представитель полусредней весовой категории. Выступал на профессиональном уровне в период 2008—2014 годов, известен прежде всего по участию в турнирах бойцовской организации UFC. Победитель седьмого сезона бойцовского реалити-шоу The Ultimate Fighter.

## Биография
Амир Садоллах родился 27 августа 1980 года в Бруклине, Нью-Йорк. Детство провёл в Ричмонде, Виргиния. Происходит из семьи иранца и американки ирландского происхождения.
Учился в старшей школе John Randolph Tucker High School и затем в колледже J. Sargeant Reynolds Community College. Начал заниматься единоборствами просто для того, чтобы поддерживать себя в хорошей форме, но затем во время работы фельдшером хирургического отделения в Медицинском центре Университета Содружества Виргинии по-настоящему увлёкся ММА, увидев много общего между профессиями хирурга и бойца.
Проходил подготовку в зале Combat Sports Center в Ричмонде под руководством тренеров Брайана Креншо, Фреда Корритоне и Дуэйна Шелтона. Провёл несколько любительских поединков в местном небольшом промоушене Combat Sports Challenge, во всех одержал победу. Практиковал бразильское джиу-джитсу, удостоился в этой дисциплине пурпурного пояса. Пробовал себя в кикбоксинге, отметился победой на любительском чемпионате США по тайскому боксу в версии WKA.

### The Ultimate Fighter
Не имея в послужном списке ни одного профессионального боя, в 2008 году Садоллах принял участие в седьмом сезоне популярного бойцовского реалити-шоу The Ultimate Fighter. На предварительном отборочном этапе он с помощью рычага локтя принудил к сдаче Стива Бирнса и под общим четвёртым номером был выбран в команду Форреста Гриффина.
В последующих поединках одолел таких бойцов как Джеральд Харрис, Мэтт Браун и Си Би Доллауэй. В решающем финальном поединке на турнире в Лас-Вегасе должен был встретиться с Джесси Тейлором, но того в конечном счёте сняли с турнира из-за устроенного пьяного дебоша в гостинице. В итоге в финале Садоллах вновь встретился с Си Би Доллауэем и снова заставил его сдаться, взяв на рычаг локтя.

### Ultimate Fighting Championship
Став победителем шоу TUF, Амир Садоллах подписал долгосрочный контракт с крупнейшей бойцовской организацией мира Ultimate Fighting Championship, тем не менее, его выступление здесь достаточно долго откладывалось из-за травм и болезней. Наконец, в августе 2009 года он вышел в октагон против Джими Хендрикса и проиграл техническим нокаутом уже на 29 секунде первого раунда.
В ноябре 2009 года отметился победой единогласным решением судей над Филом Барони.
В 2010 году провёл три поединка, и все из них закончились судейскими решениями: выиграл у соотечественника Брэда Блэкберна, уступил корейцу Ким Дон Хёну, взял верх над представителем Германии Петером Соботтой.
В 2011 году досрочно победил Демаркеса Джонсона, но затем единогласным решением проиграл Дуэйну Людвигу.
В 2012 году раздельным решением выиграл у малоизвестного бойца Хорхе Лопеса, после чего единогласным решением уступил Дэну Харди.
Из-за череды травм Садоллах почти два года не выходил в октагон. В сентябре 2014 года на турнире в Японии он всё же встретился с японским дзюдоистом Ёсихиро Акиямой и проиграл ему единогласным решением судей — на этом поражении его сотрудничество с UFC подошло к концу. Президент организации Дэйна Уайт прокомментировал увольнение бойца следующим образом: «Амир показал одно из лучших выступлений в истории The Ultimate Fighter, но не похоже, что он на самом деле хотел быть бойцом. Ты не можешь оставаться в ростере, выступая раз в два года. Желаем Амиру всего наилучшего».

## Статистика в профессиональном ММА
| Боёв 11  | Побед 6 | Поражений 5 |
| -------- | ------- | ----------- |
| Нокаутом | 0       | 1           |
| Сдачей   | 2       | 0           |
| Решением | 4       | 4           |

| Результат | Рекорд | Соперник         | Способ                | Турнир                                                    | Дата             | Раунд | Время | Место                | Примечание                      |
| --------- | ------ | ---------------- | --------------------- | --------------------------------------------------------- | ---------------- | ----- | ----- | -------------------- | ------------------------------- |
| Поражение | 6-5    | Ёсихиро Акияма   | Единогласное решение  | UFC Fight Night: Hunt vs. Nelson                          | 20 сентября 2014 | 3     | 5:00  | Сайтама, Япония      |                                 |
| Поражение | 6-4    | Дэн Харди        | Единогласное решение  | UFC on Fuel TV: Struve vs. Miocic                         | 29 сентября 2012 | 3     | 5:00  | Ноттингем, Англия    |                                 |
| Победа    | 6-3    | Хорхе Лопес      | Раздельное решение    | UFC on Fuel TV: Korean Zombie vs. Poirier                 | 15 мая 2012      | 3     | 5:00  | Фэрфакс, США         |                                 |
| Поражение | 5-3    | Дуэйн Людвиг     | Единогласное решение  | UFC Live: Hardy vs. Lytle                                 | 14 августа 2011  | 3     | 5:00  | Милуоки, США         |                                 |
| Победа    | 5-2    | Дамаркес Джонсон | Сдача (удары локтями) | UFC Fight Night: Nogueira vs. Davis                       | 26 марта 2011    | 2     | 3:27  | Сиэтл, США           |                                 |
| Победа    | 4-2    | Петер Соботта    | Единогласное решение  | UFC 122                                                   | 13 ноября 2010   | 3     | 5:00  | Оберхаузен, Германия |                                 |
| Поражение | 3-2    | Ким Дон Хён      | Единогласное решение  | UFC 114                                                   | 29 мая 2010      | 3     | 5:00  | Лас-Вегас, США       |                                 |
| Победа    | 3-1    | Брэд Блэкберн    | Единогласное решение  | UFC Fight Night: Maynard vs. Diaz                         | 11 января 2010   | 3     | 5:00  | Фэрфакс, США         |                                 |
| Победа    | 2-1    | Фил Барони       | Единогласное решение  | UFC 106                                                   | 21 ноября 2009   | 3     | 5:00  | Лас-Вегас, США       |                                 |
| Поражение | 1-1    | Джони Хендрикс   | TKO (удары руками)    | UFC 101                                                   | 8 августа 2009   | 1     | 0:29  | Филадельфия, США     | Дебют в полусреднем весе.       |
| Победа    | 1-0    | Си Би Доллауэй   | Сдача (рычаг локтя)   | The Ultimate Fighter: Team Rampage vs Team Forrest Finale | 21 июня 2008     | 1     | 3:02  | Лас-Вегас, США       | Выиграл The Ultimate Fighter 7. |

### Mixed martial Arts Exhibition Record
| Боёв 4   | Побед 4 | Поражений 0 |
| -------- | ------- | ----------- |
| Нокаутом | 1       | 0           |
| Сдачей   | 3       | 0           |

| Результат | Рекорд | Соперник        | Способ              | Турнир                                             | Дата | Раунд | Время | Место          | Примечание                            |
| --------- | ------ | --------------- | ------------------- | -------------------------------------------------- | ---- | ----- | ----- | -------------- | ------------------------------------- |
| Победа    | 4-0    | Си Би Доллауэй  | Сдача (рычаг локтя) | The Ultimate Fighter: Team Rampage vs Team Forrest | 2008 | 3     |       | Лас-Вегас, США | Полуфинал The Ultimate Fighter.       |
| Победа    | 3-0    | Мэтт Браун      | Сдача (треугольник) | The Ultimate Fighter: Team Rampage vs Team Forrest | 2008 | 2     |       | Лас-Вегас, США | Четвертьфинал The Ultimate Fighter.   |
| Победа    | 2-0    | Джеральд Харрис | TKO (удары)         | The Ultimate Fighter: Team Rampage vs Team Forrest | 2008 | 2     |       | Лас-Вегас, США | Стартовый этап The Ultimate Fighter.  |
| Победа    | 1-0    | Стив Бирнс      | Сдача (треугольник) | The Ultimate Fighter: Team Rampage vs Team Forrest | 2008 | 2     |       | Лас-Вегас, США | Отборочный этап The Ultimate Fighter. |